# Fujifilm

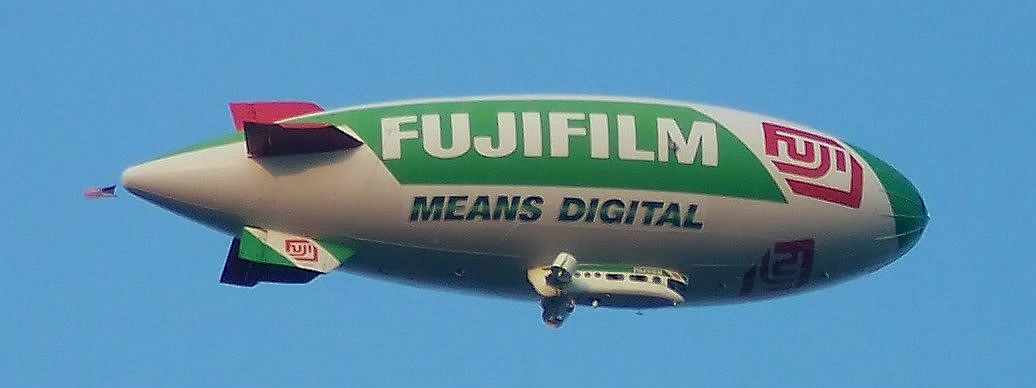
Luftskepp som marknadsför Fujifilm.

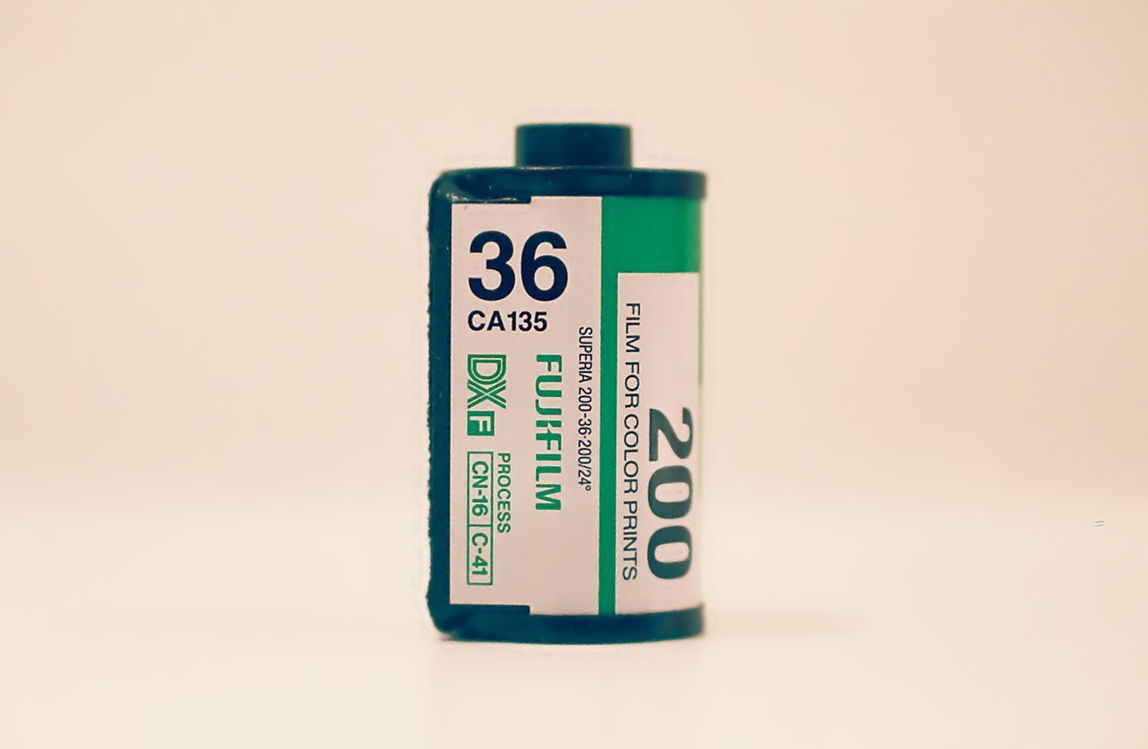
En rulle Fujifilm Superia 200.

Fujifilm är en japansk tillverkare av film och informations och kommunikationsutrustning. Fujifilm är ett av världens ledande företag i sin bransch. Företaget grundades 1934 och har cirka 74 000 anställda (2010). Företaget investerar varje år 6-8 procent av omsättningen i forskning och utveckling.
I Norden bedrivs verksamheten från det helägda dotterbolager Fujifilm Nordic AB som har cirka 40 anställda (2017). De står för kamera- försäljning, pappersförsäljning, minilab (Frontier) och medicinsk utrustning. Verksamhetens VD är Patrik Wigholm.

## Historia
Fujifilm bildades 1934 med målet att producera fotografisk film. Under årtionden har Fujifilm expanderat till nya marknader och byggt upp en stark närvaro i hela världen.
| 1934 | jan  | Fuji Photo Film Co., Ltd., grundas utifrån en regeringsplan att etablera en inhemsk tillverkningsindustri för fotografisk film. Det nya företaget ärvde Dainippon Celluloid Company Limiteds avknoppade verksamhet för den fotografisk film.                                                                              |
| 1934 | feb  | Ashigara Factory (för närvarande Kanagawa Factory Ashigara Site) startade sin verksamhet med att producera fotografisk film, fotopapper, torrplåtar och annat ljuskänsligt material |
| 1938 | juni | Odawara Factory (numera Kanagawa Factory Odawara Site) grundades |
| 1944 | mar  | Affärsverksamhet anskaffades från Enomoto Kogaku Seiki Manufacturing Co, Ltd, och Fuji Photo Optical Co, Ltd (för närvarande FUJINON Corporation) grundades |
| 1946 | apr  | Natural Color Photography Co, Ltd (namn ändrat till Fuji Color Photo Co, Ltd, i juni 1953 och därefter omvandlat till Fujicolor Service Co, Ltd) grundades |
| 1963 | okt  | Fujinomiya Factory grundades |
| 1965 | apr  | Namnet Fuji Color Photo Co, Ltd ändrades till Fujicolor Service Co, Ltd och marknadsföring av Fuji Color Photo Co, Ltd, avknoppades för att bilda Fujicolor Trading Co, Ltd |
| 1965 | dec  | Fuji Photo Film U.S.A., Inc. (numera FUJIFILM U.S.A., Inc.) grundades i staten New York för att leda den övergripande verksamheten Nordamerika |
| 1966 | juni | Fuji Photo Film (Europa) GmbH (numera FUJIFILM Europe GmbH) grundades i Düsseldorf för att leda den övergripande verksamheten i Europa |
| 1972 | dec  | Yoshida-Minami Factory grundades |
| 1982 | aug  | Holland-baserade Fuji Photo Film B.V. (numera FUJIFILM Manufacturing Europe BV) grundades som Fujifilm-koncernens huvudsakliga tillverkningsföretag i Europa |
| 1987 | mar  | Tyskland-baserade Fuji Magnetisk GmbH (ett tillverkningsföretag för inspelningsmedier, numera Fujifilm Recording Media GmbH) grundades |
| 1988 | juli | USA-baserade Fuji Photo Film, Inc.(numera FUJIFILM Manufacturing U.S.A., Inc.) grundades i South Carolina som Fujifilmkoncernens främsta tillverkningsföretag i USA |
| 1993 | okt  | Förvärvade 51 % av utestående aktier i Chiyoda Medical Co, Ltd |
| 1995 | okt  | FUJIFILM Imaging Systems (Suzhou) Co., Ltd, grundades i Suzhou, Kina |
| 1996 | juni | Hongkong-baserade Hongkong Fuji Photo Logistics Ltd (numera FUJIFILM Hong Kong Limited) grundades |
| 1997 | dec  | Förvärvade Tyskland-baserade Eurocolor fotolabb GmbH & Co KG KG |
| 2001 | okt  | USA-baserade Enovation Graphic Systems, Inc. (ett marknadsföringsföretag för grafiskt material, numera FUJIFILM Graphic Systems USA, Inc.) grundades |
| 2003 | apr  | Förvärvade ytterligare aktier i Process Shizai Co, Ltd. (numera FUJIFILM Graphic Systems Co, Ltd), omvandlar det bolaget till ett konsoliderat dotterbolag |
| 2004 | apr  | Chiyoda Medical Co, Ltd, slås ihop med FUJIFILM MEDICAL CO, LTD. |
| 2004 | apr  | FUJIFILM Battery Co, Ltd, slås ihop till FUJIFILM AXIA Co, Ltd |
| 2004 | okt  | FUJIFILM IMAGING Co., Ltd.grundades. Fujicolor Imaging Service Co, Ltd och FUJIFILM AXIA Co, Ltd slogs ihop med det nya bolaget, som även tog över den inhemska marknadsverksamheten för fyra stora distributörer av fotografiska produkter för att ena Fujifilm-koncernens inhemska marknadsverksamhet för bildlösningar |
| 2004 | nov  | Förvärvade företag för mikroelektroniska material av USA-baserade Arch Chemicals, Inc., tillsammans med 100 % av aktierna i samriskföretaget FUJIFILM ARCH Co, Ltd (numera FUJIFILM Electronics Materials Co, Ltd) |
| 2005 | feb  | Förvärvade Storbritannien-baserade Sericol Group Limited (numera FUJIFILM Sericol Limited), ett bolag med expanderande verksamhet inom bläck för screentryck, förpackning av tryckfärger, och industriell användning bläck till bläckstråleskrivare.                                                                      |
| 2006 | jan  | Omvandlade Sankio Chemical Co, Ltd (numera FUJIFILM FINECHEMICALS Co, Ltd.) till ett helägt dotterbolag |
| 2006 | feb  | Förvärvade Avecia Inkjet Limited (numera FUJIFILM Imaging Colorants Limited) |
| 2006 | apr  | FUJIFILM Advanced Research Laboratories grundades |
| 2006 | juli | Förvärvade USA-baserade tillverkaren av industriella bläckstråleskrivarhuvd, Dimatix, Inc. (numera FUJIFILM Dimatix, Inc.) |
| 2006 | okt  | Fujifilm-koncernen ombildades till ett holdingbolag och centrerades kring holdingbolaget Fujifilm Holdings Corporation, som kontrollerar båda koncernens två största företag - FUJIFILM Corporation och Fuji Xerox Co, Ltd                                                                                                |
| 2006 | okt  | Förvärvade Daiichi Radioisotopavfall Laboratories Ltd, som ombildades till ett helägt dotterbolag (numera FUJIFILM RI Pharma Co, Ltd) |
| 2006 | dec  | Förvärvade USA-baserade Problem Solving Concepts, Inc., en tillverkare av informationssystem för medicinsk bildbehandling för kardiologi |
| 2007 | feb  | Huvudkontorsfunktionen för FUJIFILM Holdings Corporation, FUJIFILM Corporation, och Fuji Xerox Co., Ltd. flyttades till Tokyo Midtown Building |
| 2007 | juli | Grundade FUJIFILM Business Expert Corporation och koncentrerade verksamheten för administration och personal |
| 2008 | jan  | Förvärvade Tyskland-baserade IP-Labs GmbH, en utvecklare av servicesystem för online-foto. |
| 2008 | mar  | grundade FUJIFILM India Private Limited som ett dotterbolag i Indien |
| 2008 | mar  | Toyama Chemical Co, Ltd. blev ett konsoliderat dotterbolag till Fujifilm Holdings Corporation genom att ett förvärv av aktier genomfördes |
| 2008 | nov  | Förvärvade USA-baserade Empiric Systems, LLc, en tillverkare av informationssystem för radiologi |
| 2008 | dec  | Förvärvade FUJIFILM-RU, en oberoende rysk distributör av sina medicinska och bildbehandlingsprodukter, från Marubeni Corporation |
| 2009 | apr  | Fujinon Toshiba ES Systems Co., Ltd. integrerades i FUJIFILM Medical Co., Ltd. |
| 2009 | maj  | Förvärvade och omvandlade FUJIFILM Hungary Co., Ltd. (distributören i Ungern) till ett dotterbolag (FUJIFILM Hungary Ltd.) |
| 2009 | juni | FUJIFILM Drug Discovery Research Laboratories upprättades |
| 2010 | jan  | FUJIFILM USA, Inc. och FUJIFILM Graphic Systems U.S.A. Inc. integrerades för att upprätta FUJIFILM North America Corporation |
| 2010 | feb  | FUJIFILM Pharma Co., Ltd. upprättades |
| 2010 | aug  | Solving Concepts Inc. och Empiric Systems, LCC införlivades i FUJIFILM Medical Systems U.S.A., Inc. |
| 2010 | okt  | Upprättade FUJIFILM Middle East FZE som ett dotterbolag i Dubai |
| 2010 | dec  | Omvandlade den USA-baserade tillverkaren/distributören av poleringsmassa för kemisk-mekanisk bearbetning, Planar Solutions, LLC, till ett helägt dotterbolag |
| 2011 | feb  | Förvärvade FILMED TIBBI CIHAZLAR PAZARLAMA VE TICARET A.S., en turkisk försäljningsagentur för endoskopiprodukter |
| 2011 | mar  | Förvärvade en leverantör av kontrakterad tillverkning och utvecklingstjänster inom bioteknikindustrin, Diosynth RTP, LLC och MSD Biologics (UK) Limited |
| 2011 | apr  | Fuji Xerox Service Creative Co., Ltd. upprättades |
| 2011 | okt  | Upprättade FUJIFILM UKRAINE LLC som ett dotterbolag i Ukraina |
| 2011 | okt  | Upprättade PT FUJIFILM INDONESIA i Indonesien |
| 2011 | nov  | Upprättade FUJIFILM MEDICAL SYSTEMS VIETNAM CO., LTD. som ett dotterbolag i Vietnam (för närvarande FUJIFILM VIETNAM Co., Ltd.) |
| 2011 | nov  | Upprättade FUJIFILM ELECTRONIC IMAGING KOREA som ett dotterbolag i Korea |
| 2012 | mar  | Upprättade samriskbolaget Fujifilm Kyowa Kirin Biologics för utveckling, tillverkning och försäljning av biologiska läkemedel som liknar ett referensläkemedel (biosimilarer) |
| 2012 | mar  | Förvärvade SonoSite, en pionjär och ledare inom ultraljudsteknik för patientnära vård |
| 2012 | maj  | Upprättade FUJIFILM South Africa (Pty) Ltd. som ett dotterbolag i Sydafrika |
| 2012 | maj  | Upprättade FUJIFILM Middle East FZE, Morocco Coordination Center som ett representationskontor i Marocko |
| 2012 | juni | Upprättade FUJIFILM Dis Ticaret A.S. som ett dotterbolag i Turkiet |
| 2012 | sep  | Upprättade FUJIFILM Philippines Inc. som ett dotterbolag i Filippinerna |
| 2012 | okt  | Förvärvade divisionen Business Process Outsourcing från Australiens största affärstjänsteleverantör, Salmat Limited |
| 2013 | jan  | Upprättade FUJIFILM COLOMBIA S.A.S som ett dotterbolag i Colombia |
| 2013 | jan  | Upprättade FUJIFILM LATIN AMERICA (PANAMA) S.A. som ett dotterbolag i Panama |